# Karolew (powiat sokołowski)
Karolew – wieś w Polsce położona w województwie mazowieckim, w powiecie sokołowskim, w gminie Sokołów Podlaski. Ma status sołectwa.
W latach 1975–1998 miejscowość należała administracyjnie do województwa siedleckiego.
Wierni kościoła rzymskokatolickiego należą do parafii św. Jana Chrzciciela w Czerwonce Grochowskiej